# Isla Buck
El Monumento Nacional Arrecife Isla Buck (en inglés: Buck Island Reef National Monumen), o simplemente Isla Buck (Buck Island) es el nombre de una isla pequeña y deshabitada, de 176 acres (712 000 m²) a cerca de 1,5 millas (2,4 km) al norte de la costa noreste de Saint Croix, otra de las Islas Vírgenes de EE. UU. Se estableció por primera vez como un área protegida por el Gobierno de los EE. UU. en 1948, con la intención de preservar "uno de los mejores jardines marinos en el Mar Caribe". El Monumento Nacional fue creado en 1961 por John F. Kennedy y ampliado en gran medida en 2001 por Bill Clinton, con la fuerte oposición de los pescadores locales.